# القاسم بن عساكر
أبو محمد القاسم بن علي بن الحسن بن هبة الله (527هـ - 600هـ) إمام وفقيه حافظ، وهو ابن الحافظ أبي القاسم بن عساكر.
ولد 15 جمادى الأولى 527 هـ. الموافق 23 (آذار/مارس) 1133، وَسمع بِدِمَشْق من أبي الْحسن السّلمِيّ وَنصر الله المصِّيصِي وَالْقَاضِي أبي الْمَعَالِي مُحَمَّد بن يحيى الْقرشِي وَعَمه الصائن وجد أَبَوَيْهِ وَخلق، وَأَجَازَهُ أَكثر شُيُوخ وَالِده، وَكتب الْكثير حَتَّى إِنَّه كتب تَارِيخ وَالِده مرَّتَيْنِ وَكَانَ حَافِظًا.
كان القاسم بن عساكر من أسرة علمية، وتولى مشيخة دار الحديث النورية بعد والده، ولم يتناول أجراً على ذلك، بل كان يدفعه للطلبة. سمع العز بن عبد السلام منه الحديث، وانتفع به في منهجه وسلوكه.
وَله كتاب (فضل الْمَدِينَة) وَكتاب (فضل الْمَسْجِد الْأَقْصَى) وأملى كثيراً وَحدث وَسمع مِنْهُ خلق، وَكَانَ نَاصِر السّنة مُجِدّاً فِي إماتة الْبِدْعَة، وَدخل مصر وانتفع بِهِ أَهلهَا. وعاد إلى دمشق ومات بها 9 صفر سنة 600هـ، الموافق 17/ 10/ 1203، وكان يحب المزح، وكثير النوافل والذكر، معرضاً عن المناصب بعد عرضها عليه، وكان حسن المعرفة، شديد الورع، كثير الأمر بالمعروف والنهي عن المنكر، قليل الالتفات إلى الأمراء وأبناء الدنيا.